# Landgraafschap Hessen-Kassel
Het landgraafschap Hessen-Kassel (in de toenmalige spelling Hessen-Cassel), was van 1567 tot 1803 een landgraafschap in het tegenwoordige Duitsland. In de periode van het Heilige Roomse Rijk maakte het deel uit van de Boven-Rijnse Kreits. Na de opheffing van het Heilige Roomse Rijk werd het gebied onderdeel van het keurvorstendom Hessen.

## Het landgraafschap Hessen-Kassel tot 1648
Na de dood van landgraaf Filips I in 1567 werd het landgraafschap Hessen door zijn vier zoons verdeeld in het Brüdervergleich, waarbij Willem IV Neder-Hessen en Hessen-Kassel kreeg.
Willem IV voerde een gedegen financieel beleid en een vreedzame buitenlandse politiek. Zijn zoon Maurits de Geleerde bekeerde zich in 1603 tot het calvinisme en streed aan de zijde van Zweden in de Dertigjarige Oorlog (1618-1648).
Onder zijn regering werd in 1570 half Hatzfeld verworven, na het uitsterven van de graven van Hatzfeld. In 1571 werd op dezelfde manier Plesse verworven. In 1575 werd het condominium Schmalkalden ingesteld door een overeenkomst met het vorstelijk graafschap Henneberg-Schleusingen. In 1582 werd een aandeel in het graafschap Hoya verworven: Freudenberg en Uchte.
Na het uitsterven van Hessen-Rheinfels werd het graafschap Neder-Katzenelnbogen bij het land gevoegd. Na het uitsterven van Henneberg-Schleusingen werd de landgraaf de enige bezitter van Schmalkalden. Van het graafschap Diepholz werd in 1585 Auburg, bij het huidige Wagenfeld, verworven, waarvan de inkomsten aan de bastaardtak (Hessen-) Cornberg werden geschonken. Het bezit van Hatzfeld werd in 1588 compleet door de aankoop van de andere helft. Na het uitsterven van Hessen-Marburg in 1604 werd het noordelijk deel van dit gebied met Marburg en Londorf verworven.
Aan de Dertigjarige Oorlog nam het land actief deel aan de evangelische zijde. Er woedde een hevige strijd met het lutherse Hessen-Darmstadt, dat aan de keizerlijke zijde stond. In 1623 vielen keizerlijke troepen het land binnen en gelijktijdig verloor de landgraaf het proces over de erfenis van Hessen-Marburg. De erfenis moest worden afgestaan aan Hessen-Darmstadt.
Hoewel het bestaan van het land ernstig werd bedreigd, stelde de landgraaf, Maurits, op 12 februari 1627 een huisverdrag op, waarin hij een kwart van zijn gebied aan zijn zoons uit zijn tweede huwelijk overdroeg (Rothenburger kwart). Vervolgens trad hij op 17 maart af ten gunste van zijn zoon Willem V de Standvastige.
Willem V werd gedwongen op 24 september 1627 het hoofdakkoord met Hessen-Darmstadt te sluiten, waardoor hij afstand moest doen van geheel Opper-Hessen en het graafschap Neder-Katzenelnbogen. Tevens moest hij de volledige zelfstandigheid van deze jongere tak erkennen. De winst was de ontruiming van het land door de keizerlijke troepen en de keizerlijke belening met Hessen. In 1629 ging ook nog het vorstendom Hersfeld verloren. De landgraaf slaagde er toch in de situatie te stabiliseren. In 1632 sloot hij zich aan bij de evangelische vorsten en sloot het verdrag van Werben met Zweden. Met Zweeds geld kon een nieuw leger worden opgesteld, waarmee als eerste het vorstendom Hersfeld werd heroverd. Na de Zweedse nederlaag in 1634 werd de situatie voor Hessen-Kassel weer minder goed. Toen Frankrijk de Zweedse rol in de oorlog overnam sloot Hessen-Kassel in 1636 een verdrag met Frankrijk waardoor er weer geld beschikbaar kwam om troepen aan te werven. De keizer verklaarde de landgraaf vervolgens tot vijand van het rijk en droeg heel Hessen over aan de tak Hessen-Darmstadt. De landgraaf vluchtte uiteindelijk naar Friesland, waar hij op 1 oktober 1637 overleed.
De regering werd overgenomen door zijn weduwe Amalia Elisabeth van Hanau-Münzenberg, die als regentes optrad namens haar minderjarige zoon Willem VI. Ondanks dat zij vrijwel alleen stond, wist ze veel te bereiken. In 1643 werd een erfverdrag gesloten over Hanau-Münzenberg, waarin de successie door Hessen werd geregeld bij het uitsterven van Hanau. De ambten Naumburg en Schwarzenfels werden door Hanau als pand overgedragen aan Hessen-Kassel. In 1640 werd na de dood van graaf Otto IV van Schaumburg een deel van het graafschap Schaumburg verworven. In 1645 begon met Hessen-Oorlog de laatste fase van de Dertigjarige Oorlog. Heel Opper-Hessen werd veroverd op Hessen-Darmstadt, maar ging later weer verloren.
De oorlog tussen de beide Hessens eindigde met het vergelijk van 14 april 1648. De overeenkomst werd vervolgens overgenomen in de Vrede van Osnabrück. In artikel 15 van de laatste vrede werd het volgende vastgelegd:
- de abdij Hersfeld komt als erfelijk vorstendom aan Hessen-Kassel
- de ambten Schaumburg, Bückeburg, Sachsenhagen en Stadthagen van het graafschap Schaumburg komen onder voorbehoud van de rechten van Brunswijk en Lippe aan Hessen-Kassel
- de oorspronkelijke successie in Hessen-Marburg wordt bevestigd
- de invoering van het eerstgeboorterecht wordt bevestigd

## Het landgraafschap Hessen-Kassel van 1648 tot 1803
In 1650 eindigde het regentschap van Amalia Elisabeth en kwam haar zoon Willem VI aan het bewind. Deze overleed al in 1663, waarna zijn vrouw Hedwig Sophie van Brandenburg het regentschap tot 1677 op zich nam. Eerst voor landgraaf Willem VII en na zijn dood op minderjarige leeftijd in 1670 opgevolgd voor zijn broer Karel. In 1655 kwam er een vergelijk met de ridderschap tot stand, waardoor er een eigen Landdag ontstond. In 1658 werd het Rothenburger kwart aan de nieuwe tak Rheinfels afgestaan.
Om zijn kas te spekken begon landgraaf Karel zijn legers te verhuren aan andere naties, zodat Hessische soldaten in de meeste oorlogen van die tijd meevochten.
Van 1730 tot 1751 was Hessen-Kassel in personele unie verbonden met Zweden, doordat Frederik I door zijn huwelijk ook koning van Zweden was. In 1736 werd op grond van het erfverdrag van 1643 Hanau-Münzenberg verworven.
Frederik I werd in 1751 opgevolgd door zijn broer Willem VIII, die aan Britse zijde in de Zevenjarige Oorlog streed.
Frederik II zette de praktijk van het verhuren van soldaten voort door zijn neef George III van troepen te voorzien in de Amerikaanse Onafhankelijkheidsoorlog.
Tijdens de revolutieoorlogen was Hessen-Kassel een van de eerste landen die vrede met Frankrijk sloot: de vrede van Bazel van 28 augustus 1795. In 1803 werd landgraaf Willem de eerste keurvorst van Hessen.

## Landgraven en keurvorsten

### Landgraven
- 1568-1592: Willem IV de Wijze
- 1592-1627: Maurits de Geleerde
- 1627-1637: Willem V de Standvastige
- 1637-1663: Willem VI
- 1663-1670: Willem VII
- 1670-1730: Karel
- 1730-1751: Frederik I (sinds 1720 koning van Zweden)
- 1751-1760: Willem VIII
- 1760-1785: Frederik II
- 1785-1803: Willem IX (keurvorst Willem I)

### Keurvorsten
- 1803-1821: Willem I (landgraaf Willem IX)
- 1821-1847: Willem II
- 1847-1866: Frederik Willem I

Anhalt (1863-1866) ·
Anhalt-Bernburg (1815-1863) ·
Anhalt-Dessau-Köthen (1853-1863) ·
Anhalt-Dessau (1815-1853) ·
Anhalt-Köthen (1815-1853) ·
Baden · Beieren · Bremen · Brunswijk · Frankfort · Hamburg · Hannover · Hessen-Darmstadt · Hessen-Homburg · Hessen-Kassel · Hohenzollern-Hechingen · Hohenzollern-Sigmaringen · Holstein · Lauenburg · Liechtenstein · Limburg · Lippe · Lübeck · Luxemburg · Mecklenburg-Schwerin · Mecklenburg-Strelitz · Nassau · Oldenburg · Oostenrijk · Pruisen · Reuss jongere linie · Reuss oudere linie · Saksen · Saksen-Altenburg · Saksen-Coburg en Gotha · Saksen-Meiningen ·  Saksen-Weimar-Eisenach · Schaumburg-Lippe · Schwarzburg-Rudolstadt · Schwarzburg-Sondershausen · Waldeck-Pyrmont · Württemberg